# Периодический бюджет
Периодический бюджет (англ. periodic budget) — бюджет, подготовленный на определенный период (год), по окончании которого готовится новый бюджет на следующий период.

## Определение
По мнению американского профессора Энтони Аткинсона периодический бюджет — бюджет, подготовленный на определенный период (бюджетный период обычно равен году), по окончании которого готовится новый бюджет на следующий период.